# Bystat
En bystat betegner en anerkendt stat, hvis territorium udelukkende består af en enkelt by og dens umiddelbare opland. Nutidige eksempler på bystater er f.eks. Vatikanet, Singapore og Monaco.

## Historie

### Oldtiden
I tidlige historiske perioder har bystater været almindelige; de første eksempler kendes fra Nærorienten i den tidlige bronzealder, hvor bl.a. sumererne organiserede sig i en række bystater i Mesopotamien omkring 3000 f.Kr. fx byerne Lagash, Nippur, Ur og Uruk.
I antikken var bystaten en meget almindelig statsform, og flere af dem (fx Rom og Mykene) udviklede sig med tiden til at blive hovedstæder for store imperier. Andre sluttede sig sammen i forbund eller underkastede sig en form for overkonge. Historisk er de græske bystater de bedst kende bystater.
Arkæologiske fund har påvist omkring 100 bosættelser spredt omkring i Grækenland i 900-tallet f.Kr. I 700-tallet f.Kr var der pludselig omkring 200 bosættelser på græsk område. Denne voldsomme befolkningstilvækst medførte en samfundsomvæltning: Græsk landbrug omlagdes fra husdyrhold til korndyrkning; man fik et skriftsprog, en møntenhed og et rentesystem, og man anlagde kolonier for den voksende befolkning. Der udviklede sig et demos-samfund (demos = folk, distrikt) ledet af en basileus valgt for sine personlige lederegenskaber. Der var ikke tale om nogen arvefølge som i et moderne kongedømme. Magten blev derfor ikke liggende hos enkelte familier, der kunne udvikle dynastier. Befolkningstilvæksten resulterede som i dag i kamp om land og resurser; det førte til krav fra soldaterne om medbestemmelse og borgerrettigheder. Soldaterne mødtes i en cirkel for at tale tingene igennem. Enhver kunne træde ind i cirklen og sige sin mening. Denne åbne plads til fri tale fandt også vej til arkitekturen, hvor den afspejles i den græske agora og romernes forum. Ytringsfriheden ses også knyttet til græsk religion, der ikke stillede krav om rettroenhed. Præster og præstinder udførte ceremonielle pligter i templerne; de forvaltede ikke trosindholdet. Hvorfor demos-samfundene udviklede sig videre til poleis (ental: polis), har man i dag ingen sikker forklaring på. 
De vigtigste var Athen, Sparta, Theben og Syrakus i Magna Graecia. Det politiske liv i Grækenland var i flere århundreder præget af magtkampen mellem de dominerende byer Athen og Sparta. Den peloponnesiske krig resulterede i, at det i stedet var Theben, der oplevede en blomstringstid som Grækenlands magtcentrum. Den blev afbrudt, da kongeriget Makedonien (under Filip 2.) tog kontrollen over Grækenland, som derefter dannede udgangspunkt for Alexander den Stores erobringer.
Eksempler på bystater i oldtiden:
- Mellemøsten og Mesopotamien (Sumer og Assyrien)
- Jeriko og Mitanni i Levanten.
- Mayaernes bystater
- Fønikien (inkl. Karthago)
- Troja, Hittiterriget og andre byer i Anatolien.
- Bystaterne under Shang- og Zhoudynastierne i Kina.
- Yoruba-bystaterne i Eko (nuv. Lagos) og Ibadan.

### Middelalder og renæssance
Andre perioder har også været præget af bystaterne. I senmiddelalderens og renæssancens Italien var bystaterne og deres indbyrdes magtkampe dominerede, og byer som Firenze og Venedig hørte til de største og rigeste i Europa.
I det nuværende Tyskland var bystaterne også et fremtrædende element. En stor del af de nordtyske byer dannede i middelalderen en handelssammenslutning, Hansen, som havde stor økonomisk og politisk betydning for hele Nordeuropa i flere hundrede år. Hundredvis af byer i det tyske kejserrige opretholdt en lokal selvbestemmelse, men antallet svandt med tiden, og de blev langsomt opslugt af de større territorialstater; i slutningen af 18. århundrede var der omkring 50 tilbage. Efter afslutningen på Napoleonskrigene i 1815 havde kun Bremen, Hamburg, Lübeck og Frankfurt am Main bevaret deres selvstændighed. Disse byer blev senere en del af det nye Tyskland. I dag udgør Berlin, Bremen og Hamburg egne stater i forbundsrepublikken.